# 偉大な嘘
『偉大な嘘』（いだいなうそ、原題：英語: The Great Lie）は、1941年に製作・公開されたアメリカ合衆国の映画である。（撮影は1940年）
ポーラン・バンクスの小説January Heightsを本にエドマンド・グールディングが監督、ベティ・デイヴィスが主演した。

## キャスト
- マギー・パターソン：ベティ・デイヴィス
- ピーター・ヴァン・アレン（マギーの夫となる）：ジョージ・ブレント
- サンドラ・コヴァック：メアリー・アスター
- エイダ：ルシル・ワトソン
- ヴァイオレット：ハティ・マクダニエル

## スタッフ
- 監督：エドマンド・グールディング
- 製作総指揮：ハル・B・ウォリス
- 脚色：レノア・J・コフィ
- 音楽：マックス・スタイナー
- 音楽監督：レオ・F・フォーブスタイン
- 撮影監督：トニー・ガウディオ
- 編集：ラルフ・ドーソン
- 美術：カール・ジュールス・ウェイル
- 衣裳：オリー＝ケリー
- 特殊効果：ロバート・バークス、バイロン・ハスキン

## アカデミー賞受賞
- 助演女優賞：メアリー・アスター